# Airspeed Horsa

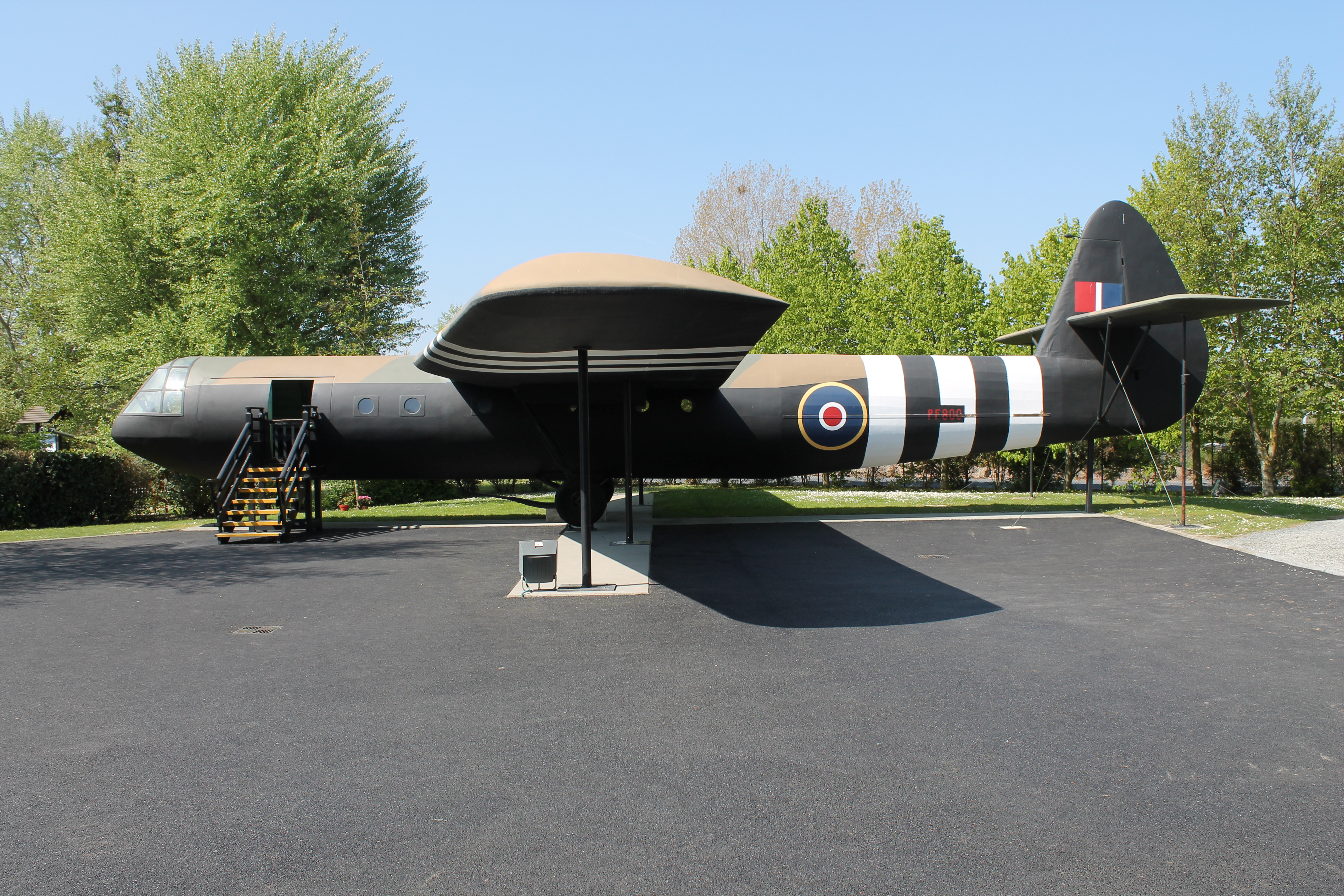
Replica van een Airspeed Horsa bij het Pegasusbrug-museum (Bénouville)

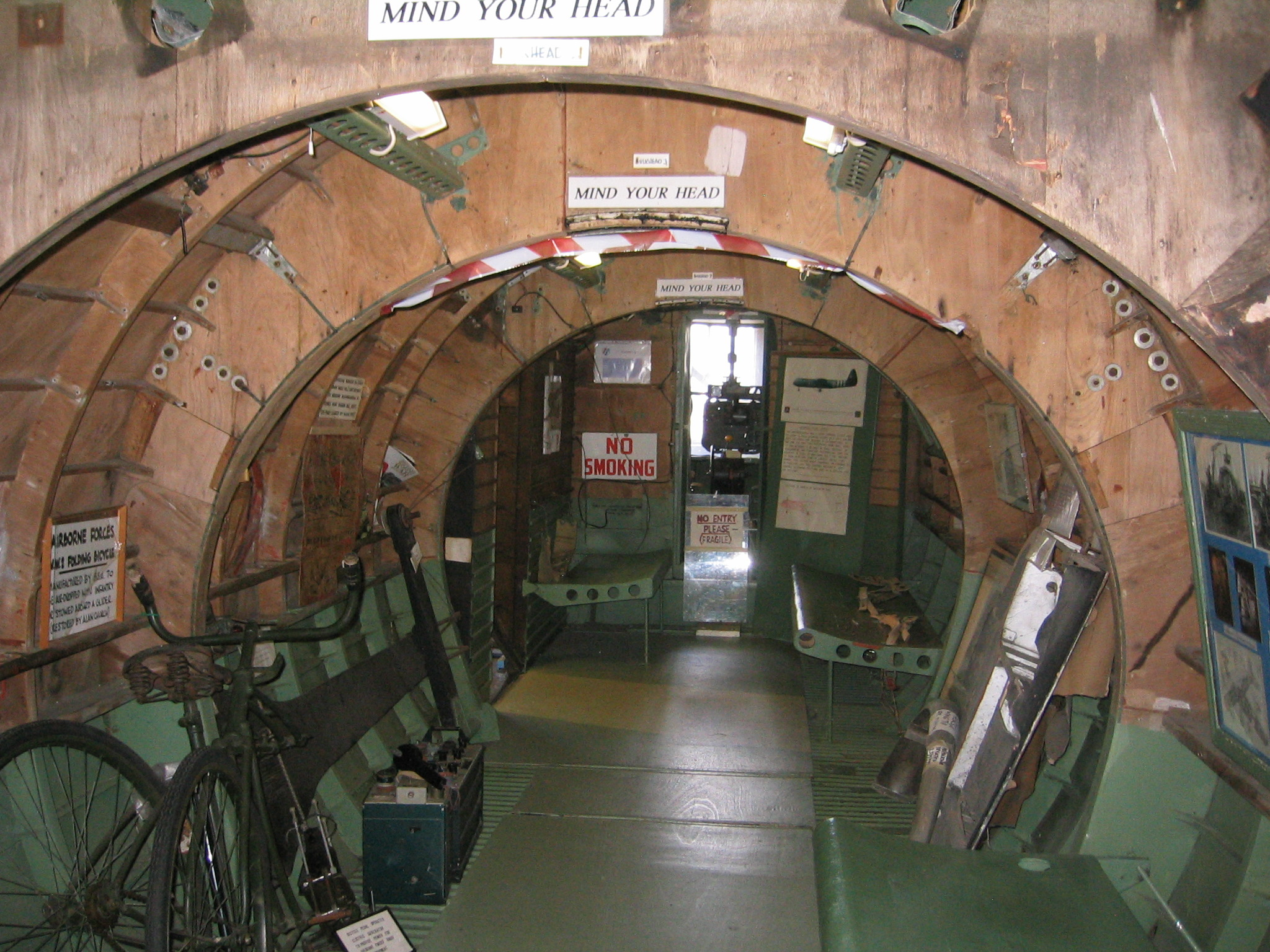
Het interieur van dit toestel. Naast de standaard 25 manschappen met bewapening werden ook diverse uitrustingsstukken vervoerd.

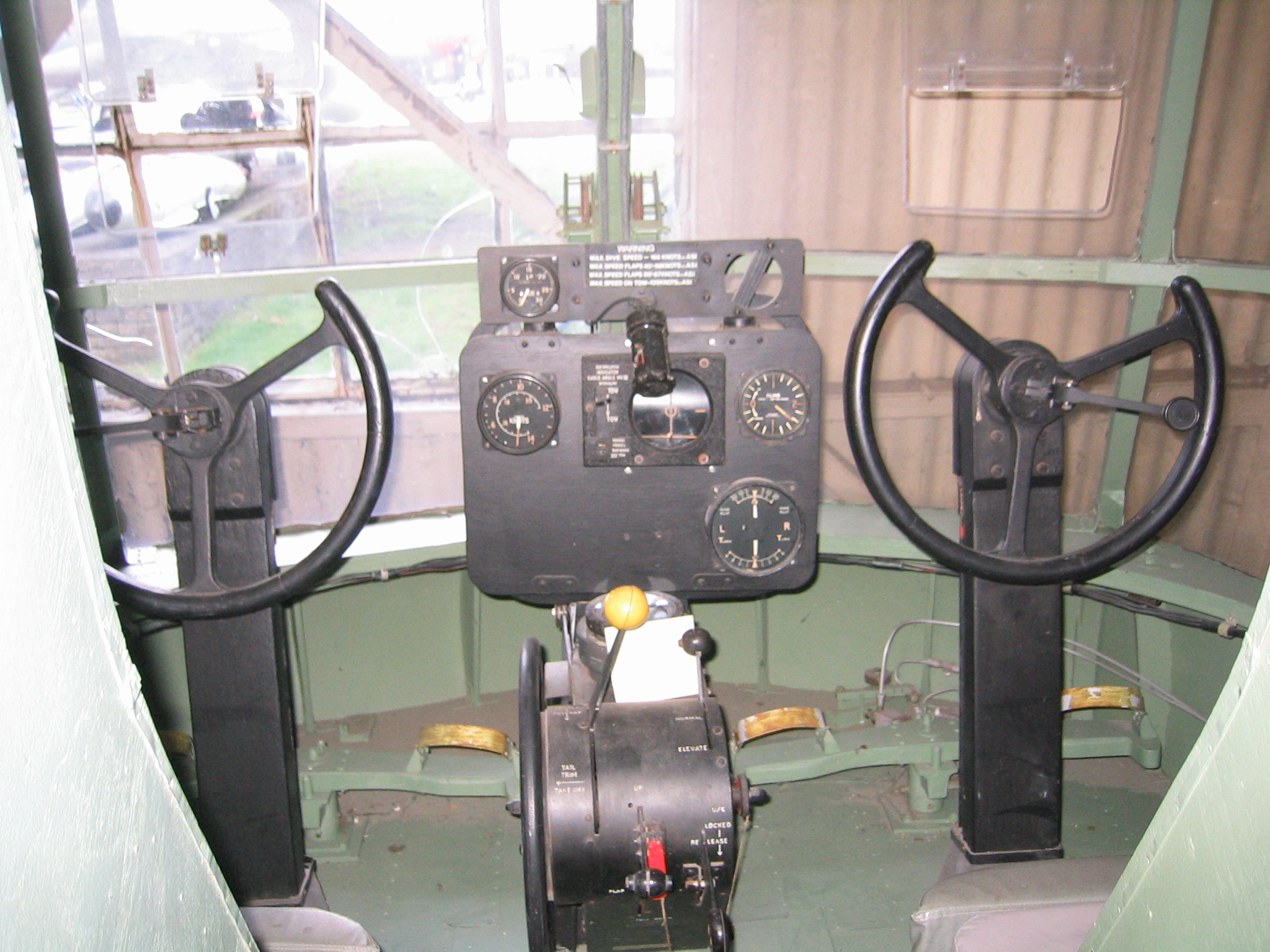
Cockpitinterieur. Alleen noodzakelijke instrumenten en vooral veel plexiglas voor uitzicht voor oriëntatie bij de landing.

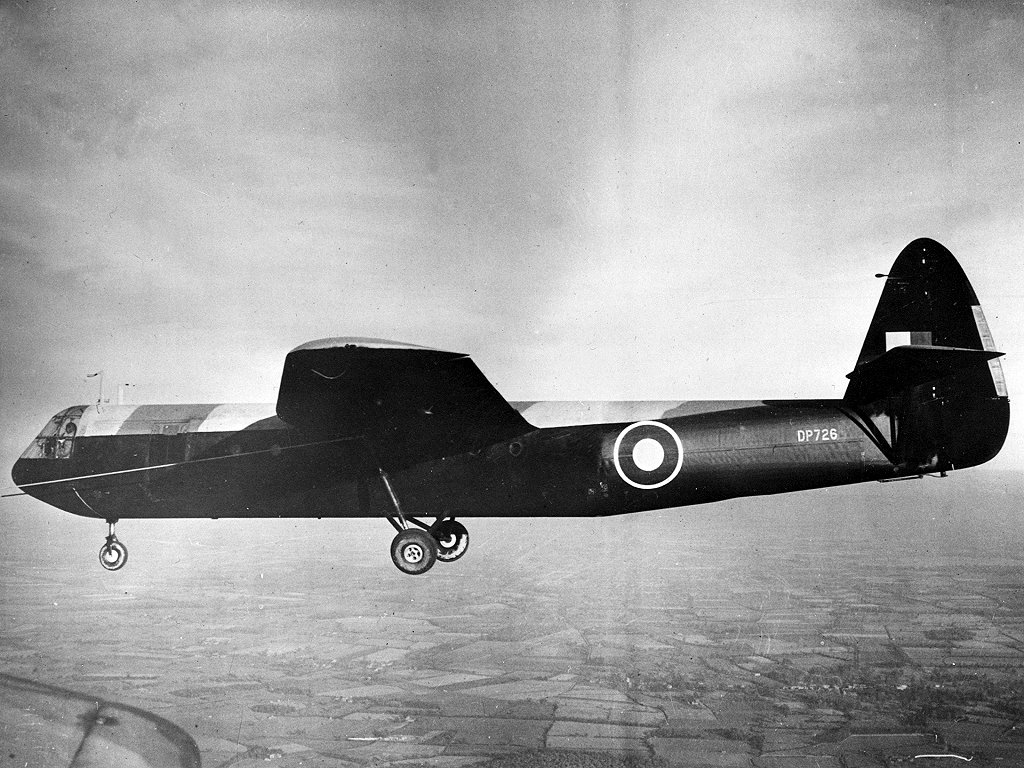
Horsa in de sleep. De kabels waren op twee plaatsen onder de vleugels bevestigd

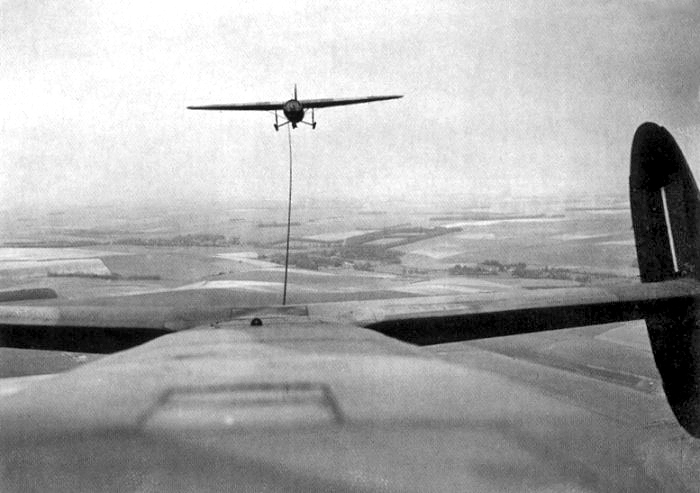
Hetzelfde toestel vanuit het slepende vliegtuig gezien

De Airspeed Horsa Assault Glider was een zweefvliegtuig dat in de Tweede Wereldoorlog diverse keren grootschalig bij geallieerde luchtlandingsoperaties werd gebruikt. Het was ontwikkeld door de Britse firma Airspeed en genoemd naar de legendarische veroveraar Horsa. Tijdens operaties werden ze hoofdzakelijk ingezet ten behoeve van de Britse 1e en 6e Luchtlandingsdivisie.
De Horsa bestond in drie versies; de AS51 Horsa Mk1, de AS52 en de AS58 Horsa Mk2. Er werden in totaal meer dan 3.750 stuks gebouwd. Deze zijn allemaal tijdens operaties verloren gegaan of na de oorlog hergebruikt als o.a. tijdelijke woning. De na de oorlog bij musea opgestelde exemplaren zijn overwegend goed gebouwde replica's. Slechts (kleine) delen van romp en cockpit van de originele Horsa's zijn in musea tentoongesteld. De Horsa Mark I in de collectie van Oorlogsmuseum Overloon werd na de oorlog door vrijwilligers van de RAF samengesteld uit losse overgebleven delen en enkele nieuwe onderdelen en is het meest complete en authentieke exemplaar ter wereld.

## Ontwikkeling
Airspeed kreeg eind 1940 van het Britse luchtvaartministerie de opdracht tot het ontwikkelen van een zweefvliegtuig dat voor militaire operaties ingezet moest kunnen worden. De reden hiervoor was het Duitse succes met de inzet van luchtmobiele eenheden tijdens de Blitzkrieg, onder andere bij de Slag rond het Fort Eben-Emael. Deze lichtbewapende eenheden werden over korte afstand met DFS 230-zweefvliegtuigen ingevlogen en konden hun doel daarna middels een verrassingsaanval innemen.

### Programma van eisen
- Moet door vrijwel werkloze meubelfabrikanten gebouwd kunnen worden
- Er moeten 24-36 volledig bewapende militairen mee kunnen
- In verband met schaarste aan metalen moet het toestel volledig van hout zijn

De ontwikkeling begon in december 1940. Airspeed leverde vijf prototypes af die in Portsmouth waren gebouwd; deze toestellen werden voor testdoeleinden aan het Britse leger overgedragen. Het eerste prototype werd op 12 september 1941 omhoog getrokken door een Armstrong Whitworth Whitley en kort daarna werden de toestellen goedgekeurd voor actieve inzet.
De toestellen werden gebouwd door 28 verschillende hoofd- en onderaannemers, met werkdagen van 12 uur.

## Beschrijving
De romp van een Horsa bestond uit dertig afzonderlijke delen die voor het grootste deel van hout waren gemaakt. Airspeed had speciaal hiervoor een houtbewerkingsafdeling. De delen werden bij diverse RAF-onderhoudswerkplaatsen samengebouwd tot complete toestellen en slechts van de hoogst noodzakelijke instrumenten voorzien. Dit gebeurde omdat men slechts op een eenmalige inzet van een toestel rekende; het zou toch bij de landing zo worden beschadigd dat het werd afgeschreven. De instrumenten bestonden slechts uit een luchtsnelheidsmeter, een sleepkabelindicator, een hoogtemeter en een meter waarmee de hoekafwijking ten opzichte van de horizon werd afgelezen. Dit laatste instrument was het belangrijkste want het gaf voor de vliegers de juiste horizontale vleugelindicatie vlak voor de landing en dat kon het verschil tussen leven of dood van bemanning en belading betekenen.
De Horsa MK1 werd beladen via een grote deur in de linker zijde van de romp. Ontladen gebeurde door de staart af te koppelen. Aanvankelijk waren daarvoor springladingen gepland, maar uiteindelijk werd de staart afgekoppeld door het losmaken van de 8 bouten. De latere Horsa Mk2 werd via een omklapbare neussectie beladen. Er was plaats voor max. 28 militairen: 2 piloten en max. 26 militairen zonder parachute: 2 x 10 man op de lange banken, 2 man op klapstoelen aan de laaddeur, 1 man op een klapstoel in de romp achter de co-piloot, en 3 man overdwars bij de staart. (soms 3 man extra tegenover laaddeur)
Verder konden worden vervoerd: Willy Airborne-jeeps, 6-pounder-kanonnen, 75 mm Pack-houwitsers, Polsten Guns, motoren, fietsen, aanhangwagens, handkarren en één Clark Air Crawler-bulldozer.
In de Horsa bevonden zich een seinpistool, 2 hakbijlen, 2 brandblussers, kniptang, zaag, 2 ladders, 2 plasbuizen, 4 zaklampen, reddingsvlot en 2 springladingen om eventueel het toestel op te blazen mocht het in vijandelijke handen dreigen te vallen. In de cockpit zaten 2 piloten. De grote neus van perspex had raampjes die konden worden geopend als de grote ruiten besloegen. De communicatie met het sleepvliegtuig verliep per telefoon; de draad daarvoor liep door de sleepkabel. Deze lag in lussen op de startbaan en zat aan beide kanten onder aan de vleugel van de Horsa bevestigd. Ruim voor de cockpit kwamen de kabels van beide vleugels samen; ze gingen als één kabel naar het sleepvliegtuig. De sleepkabel was 91,44 meter (300 feet) lang en gemaakt van hennep of manilla.
Eenmaal getraind kon er elke 35 seconden een combinatie sleep- en zweefvliegtuig starten. Bij het starten stond de Horsa op de rem, terwijl de sleepkabel rustig strakgetrokken werd. Op een teken van de grondploeg gaven de piloten van het sleepvliegtuig dan volgas en werden de remmen van de Horsa losgegooid. Sleepvliegtuigen waren de Douglas DC-3, Handley Page Halifax, Short Stirling en Armstrong Whitworth Albemarle.
Horsa's werden gevlogen door speciaal hiervoor opgeleide vliegers. Dit waren allen officieren en onderofficieren die zowel een opleiding tot zweefvlieger als ook tot infanterist hadden doorlopen. Allen waren ze ondergebracht in het Army Glider Pilot Regiment.

## Versies
Er werden drie versies van de Horsa ontwikkeld:
1. De AS51 Horsa Mk1 was bestemd voor vervoer van twee vliegers en 25 man aan troepen inclusief hun bewapening en uitrusting. Deze bestond meestal uit een jeep met aanhanger of uit een 6 ponds anti-tankkanon.
2. De AS52 was extra versterkt en voorbestemd om een eigen bommenlast mee te kunnen voeren. Deze zou bestaan uit vier stuks 2000 ponders of twee stuks 4000 ponders die in rekken onder de vleugels meegedragen moesten worden. Toen bij tests al bleek dat het te gevaarlijk was om deze toestellen zelfs los van de grond te krijgen – laat staan ze weer op de grond neer te zetten – liet men ontwikkeling van dit type echter vallen.
3. De latere AS58 Horsa Mk2 was iets groter en had een omklapbare neussectie en een sterker landingsgestel.

### Gegevens Horsa Mk1
- Bemanning: 2
- Lading: 25 soldaten inclusief bewapening en uitrusting
- Lengte: 20,42 m
- Spanwijdte: 26,82 m
- Draagvlak: 102,5 vierkante meter
- Hoogte: 5,85 m
- Leeggewicht: 3.804 kg
- Maximaal gewicht: 7.045 kg
- Maximale sleepsnelheid: 160 mph - 250 km/h
- Normale sleepsnelheid: 100 mph. - 160 km/h
- Maximale duiksnelheid: 190 mph - 300 km/h
- Bewapening: geen

## Missies
De Horsa's werden ingezet voor de volgende missies:
- 19-20 november 1942: Operatie Freshman – 2 Horsa's naar Noorwegen voor de sabotage van de fabriek van zwaar water (nodig voor de realisatie van een Duitse atoombom) bij Vemork. Beide Horsa's zijn neergestort en de bemanning werd geëxecuteerd.
- 10 juli 1943: Operatie Ladbroke – 147 Horsa’s voor de invasie van Sicilië, slechts 12 bereikten hun doel.
- 5-6 juni 1944: Operatie Tonga – Voorbereiding landingen D-day met 82 Horsa’s.
- 5-6 juni 1944: Operatie Deadstick – 6 Horsa’s naar bruggen over de Orne en de Pegasusbrug over het Kanaal van Caen in Frankrijk. Deze laatste brug was een belangrijke bevoorradingsbrug voor het Duitse leger.
- 6 juni 1944: Operatie Overlord – 548 Horsa’s bij landingen met de 6e Britse Luchtlandingsdivisie tijdens D-day.
- 15 augustus 1944: Operatie Dragoon – 36 Horsa’s bij de invasie in Zuid-Frankrijk.
- 17-18-19 september 1944: Operatie Market Garden – ongeveer 604 Horsa’s richting Arnhem en 35 Horsa’s richting Nijmegen.
- 24 maart 1945: Operatie Varsity – 386 Horsa’s bij Rijnoversteek bij Wesel in Duitsland.